# Yoann Kowal
Yoann Kowal (Nogent-le-Rotrou, 28 maggio 1987) è un mezzofondista e siepista francese.
Nel 2014 divenne campione europeo nella gara dei 3000 metri siepi durante i campionati di Zurigo.

## Palmarès
| Anno | Manifestazione           | Sede           | Evento         | Risultato  | Prestazione | Note                                     |
| ---- | ------------------------ | -------------- | -------------- | ---------- | ----------- | ---------------------------------------- |
| 2006 | Mondiali juniores        | Pechino        | 3000 m siepi   | Batteria   | 8'58"74     |                                          |
| 2007 | Europei under 23         | Debrecen       | 3000 m siepi   | 11º        | 9'41"75     |                                          |
| 2009 | Europei indoor           | Torino         | 1500 m piani   | Bronzo     | 3'44"75     |                                          |
| 2009 | Europei under 23         | Kaunas         | 1500 m piani   | 6º         | 3'51"98     |                                          |
| 2009 | Mondiali                 | Berlino        | 1500 m piani   | Batteria   | 3'46"42     |                                          |
| 2010 | Europei                  | Barcellona     | 1500 m piani   | 5º         | 3'43"71     |                                          |
| 2011 | Europei indoor           | Parigi         | 1500 m piani   | Batteria   | 3'48"51     |                                          |
| 2011 | Mondiali                 | Taegu          | 1500 m piani   | Semifinale | 3'37"44     |                                          |
| 2012 | Mondiali indoor          | Istanbul       | 3000 m piani   | 10º        | 7'47"81     |                                          |
| 2012 | Giochi olimpici          | Londra         | 1500 m piani   | Semifinale | 3'43"48     |                                          |
| 2013 | Europei indoor           | Göteborg       | 3000 m piani   | 4º         | 7'50"89     |                                          |
| 2013 | Mondiali                 | Mosca          | 3000 m siepi   | 8º         | 8'17"41     |                                          |
| 2013 | Giochi della Francofonia | Nizza          | 3000 m siepi   | Argento    | 8'43"79     |                                          |
| 2014 | Mondiali indoor          | Sopot          | 3000 m piani   | Batteria   | dq          |                                          |
| 2014 | Europei                  | Zurigo         | 3000 m siepi   | Oro        | 8'26"66     | [ 1 ]                                    |
| 2015 | Europei indoor           | Praga          | 1500 m piani   | Batteria   | 3'49"99     |                                          |
| 2015 | Mondiali                 | Pechino        | 3000 m siepi   | Batteria   | 8'41"65     |                                          |
| 2016 | Europei                  | Amsterdam      | 3000 m siepi   | Bronzo     | 8'30"79     |                                          |
| 2016 | Giochi olimpici          | Rio de Janeiro | 3000 m siepi   | 5º         | 8'16"75     | Miglior prestazione personale stagionale |
| 2017 | Mondiali                 | Londra         | 3000 m siepi   | 13º        | 8'34"53     |                                          |
| 2018 | Europei                  | Berlino        | 3000 m siepi   | 4º         | 8'36"77     |                                          |
| 2019 | Europei indoor           | Glasgow        | 3000 m piani   | 9º         | 8'02"85     |                                          |
| 2019 | Mondiali                 | Doha           | 3000 m siepi   | Batteria   | 8'37"90     |                                          |
| 2022 | Giochi del Mediterraneo  | Orano          | Mezza maratona | 8º         | 1h'09"34    |                                          |
| 2022 | Europei                  | Monaco         | 10000 m piani  | 15º        | 28'17"39    |                                          |

## Campionati nazionali
2008
- Oro ai campionati francesi, 1500 m piani - 3'43"42
- Bronzo ai campionati francesi indoor, 1500 m piani - 4'03"43

2009
- 7º ai campionati francesi, 1500 m piani - 3'49"30
- 4º ai campionati francesi indoor, 1500 m piani - 3'52"68

2010
- Oro ai campionati francesi, 1500 m piani - 3'45"04
- Argento ai campionati francesi indoor, 1500 m piani - 3'43"39

2011
- 5º ai campionati francesi, 1500 m piani - 3'55"26

2012
- Argento ai campionati francesi, 1500 m piani - 3'47"07

2013
- Bronzo ai campionati francesi, 3000 m siepi - 8'50"55

2014
- Oro ai campionati francesi, 3000 m siepi - 8'49"14
- Oro ai campionati francesi indoor, 1500 m piani - 3'45"32

2015
- Oro ai campionati francesi, 3000 m siepi - 8'37"41
- Argento ai campionati francesi indoor, 1500 m piani - 3'45"45

2017
- Oro ai campionati francesi, 3000 m siepi - 8'39"19

2018
- Bronzo ai campionati francesi, 3000 m siepi - 8'35"71

2019
- Argento ai campionati francesi, 3000 m siepi - 8'36"91
- Bronzo ai campionati francesi indoor, 3000 m piani - 7'52"46

2023
- Bronzo ai campionati francesi, 3000 m siepi - 8'30"46

## Altre competizioni internazionali
2008
- 8º all'Herculis ( Monaco), 1500 m piani - 3'40"40

2009
- 10º ai Bislett Games ( Oslo), 1500 m piani - 3'52"55
- 11º all'ISTAF Berlin ( Berlino), 1500 m piani - 3'36"87
- 12º all'Herculis ( Monaco), 1500 m piani - 3'35"39

2010
- 7º alla Coppa continentale di atletica leggera ( Spalato), 1500 metri - 3'39"30
- Argento al DécaNation ( Annecy), 1500 m piani - 3'51"52
- 12º all'ISTAF Berlin ( Berlino), 1500 m piani - 3'38"19

2012
- Oro al DécaNation ( Albi), 3000 m siepi - 8'23"37
- 9º al Memorial Van Damme ( Bruxelles), 3000 m siepi - 8'21"66
- 9º all'Herculis ( Monaco), 1500 m piani - 3'35"03
- 12º all'Athletissima ( Losanna), 1500 m piani - 3'39"01

2013
- Oro al DécaNation ( Valence), 3000 m siepi - 8'36"66

2014
- 4º al DécaNation ( Angers), 3000 m siepi - 8'28"62
- 14º all'Herculis ( Monaco), 3000 m siepi - 8'44"54

2015
- Argento al DécaNation ( Parigi), 3000 m siepi - 8'26"28
- Bronzo ai Giochi Mondiali militari ( Mungyeong), 3000 m siepi - 8'26"71

2016
- 12º al DN Galan ( Stoccolma), 5000 m piani - 13'34"29
- 8º al Memorial Van Damme ( Bruxelles), 3000 m siepi - 8'16"21
- 4º al Golden Gala ( Roma), 3000 m siepi - 8'17"83

2017
- 9º al DN Galan ( Stoccolma), 3000 m siepi  8'31"49
- 10º al Golden Gala ( Roma), 3000 m siepi - 8'15"60

2018
- 10º al British Grand Prix ( Birmingham), 3000 m siepi - 8'34"80

2019
- 14º all'Herculis ( Monaco), 3000 m siepi - 8'26"16

2022
- 20º alla Maratona di Londra ( Londra) - 2h27'59"

2023
- 15º alla Maratona di Parigi ( Parigi) - 2h14'56"
- 7º alla Mezza maratona di Parigi ( Parigi) - 1h03'54"